# Elektryczne ogrzewanie rozjazdów

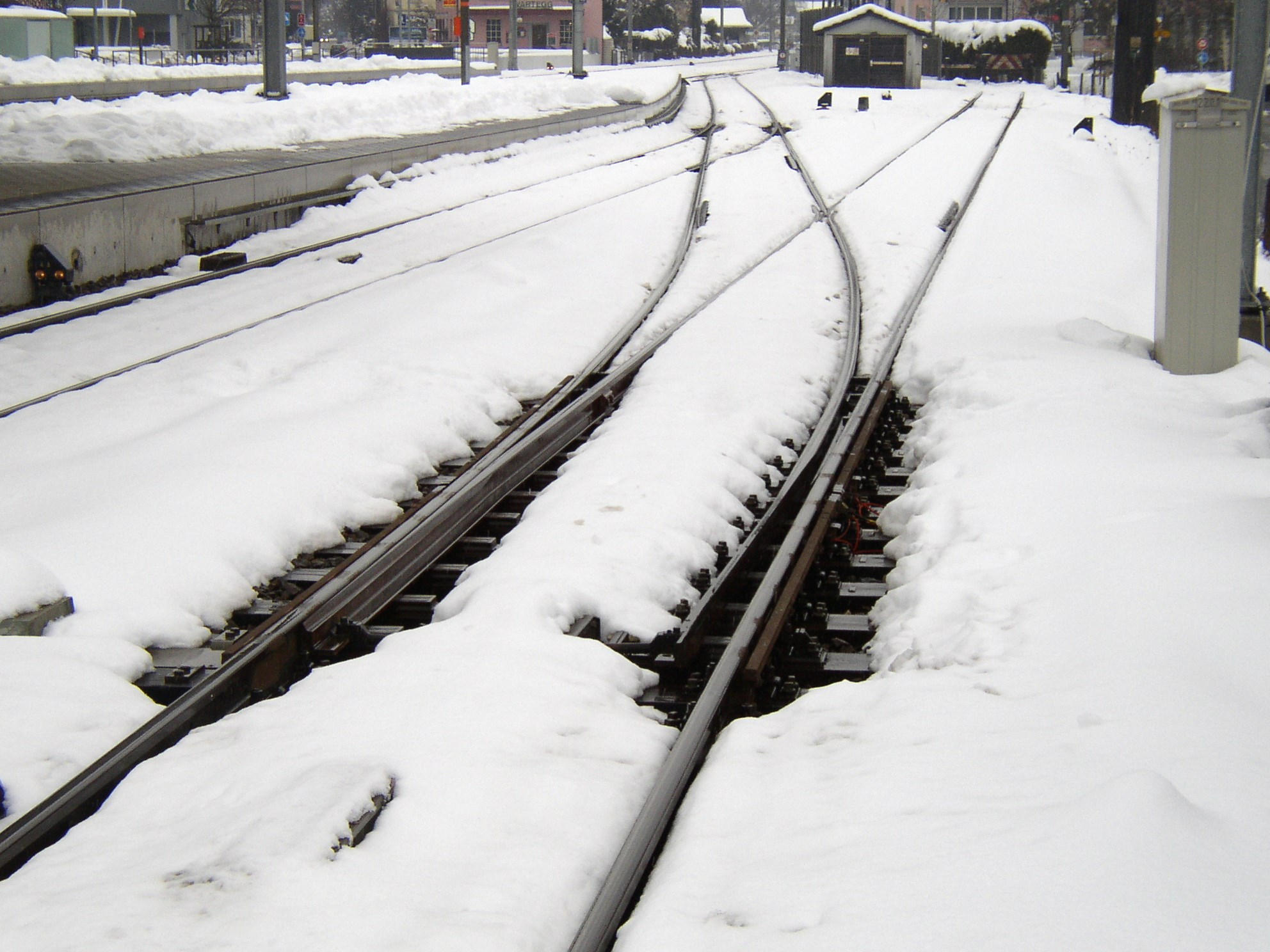

Elektryczne ogrzewanie rozjazdów – zespół urządzeń i instalacji elektrycznych wraz z grzejnikami zamocowanymi w rozjazdach, mający na celu eliminacje śniegu i oblodzenia z rozjazdów kolejowych.
Urządzenia mają postać metalowych rurek rozmieszczonych wzdłuż szyn, wewnątrz których znajdują się elementy oporowe (grzałki).
Technologia ta znana jest od ponad 100 lat, została zapoczątkowana przez kanadyjską firmę Pyrotenax. Przewody grzejne najczęściej zbudowane są z żyły grzejnej (stop na bazie miedzi), izolatora w postaci sproszkowanego tlenku magnezu i powłoki ochronnej (miedź, stal nierdzewna).
Ogrzewanie rozjazdu załącza się przede wszystkim w czasie opadów śniegu, aby uniknąć zamarznięcia zwrotnicy i braku możliwości jej przełożenia. Technologia ta zwiększa też prawdopodobnie trwałość szyn, ponieważ w wyższej temperaturze metal jest mniej kruchy i bardziej sprężysty. Osuszanie szyn sprzyja również ograniczaniu poślizgów pociągu.
Ogrzewanie rozjazdu czasami załącza się także w czasie dużych mrozów (poniżej -10 °C), jednak, jak podają fachowe czasopisma kolejowe, rozwiązanie to ma zarówno swoich zwolenników i przeciwników.
Galeria:

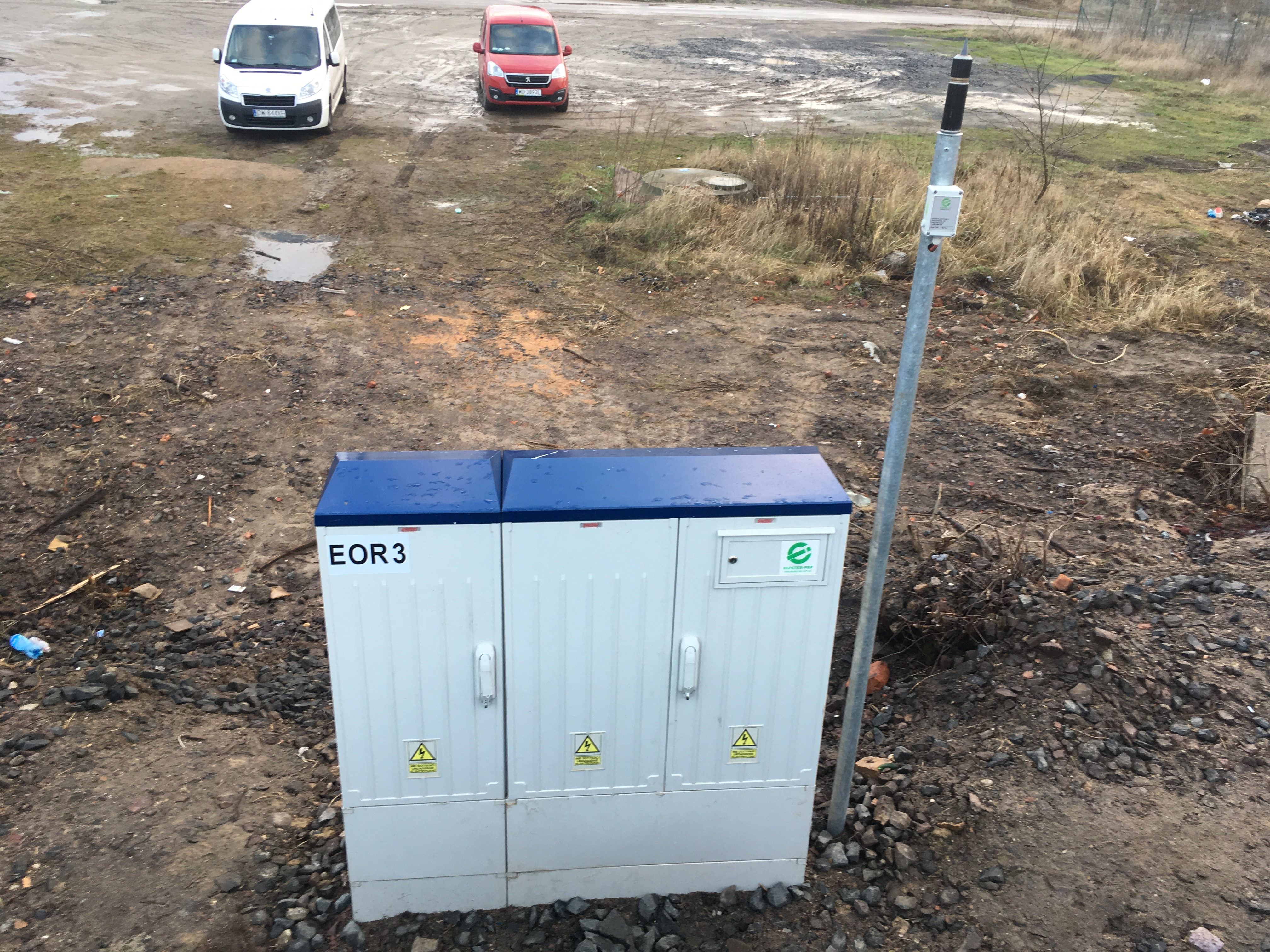
Szafa rozdzielcza automatyki EOR
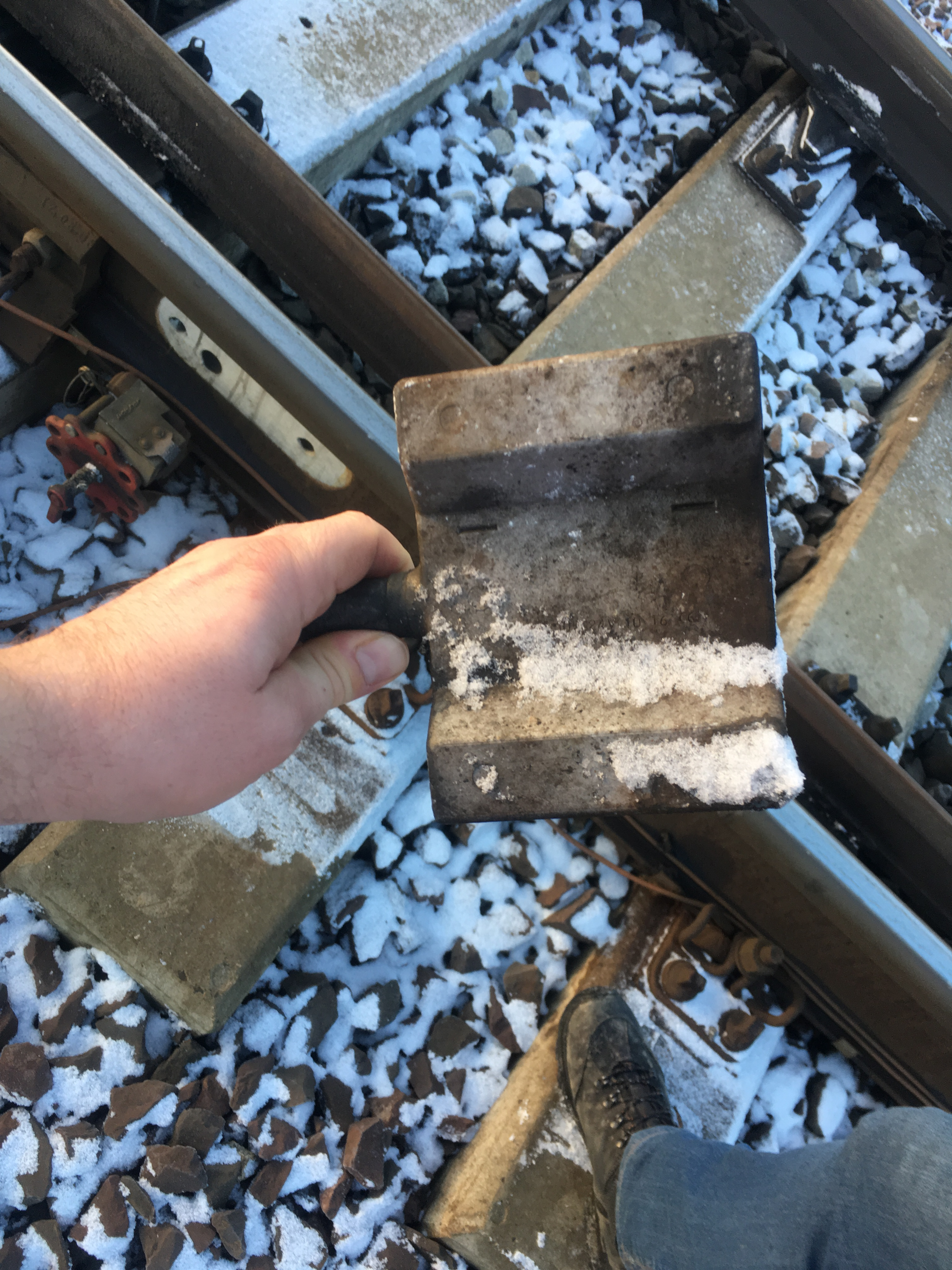
Grzałka zamknięć